# Streitkräfte Südossetiens
Die Streitkräfte Südossetiens bilden mit ca. 2500 Soldaten das Militär der international nicht anerkannten Republik Südossetien. Verteidigungsminister ist Wladimir Puchajew, Stabschef Wiktor Fedorow.

## Geschichte

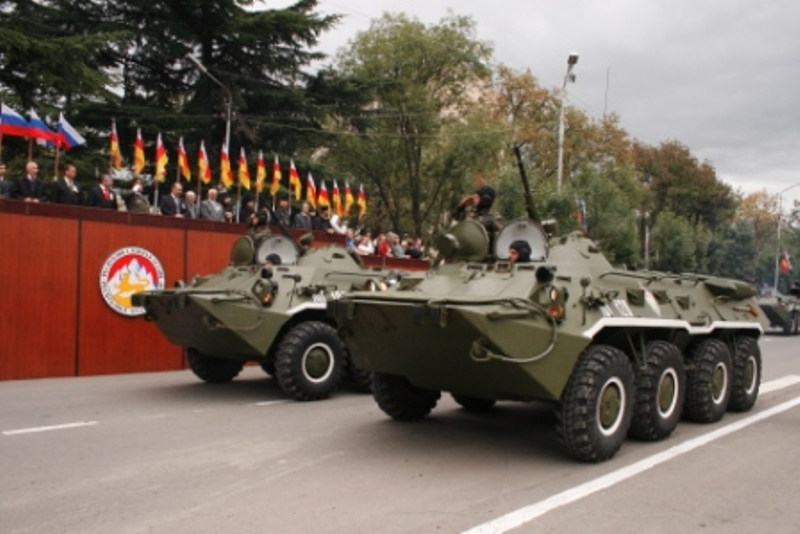
BTR-80 der Streitkräfte Südossetiens im Jahr 2009

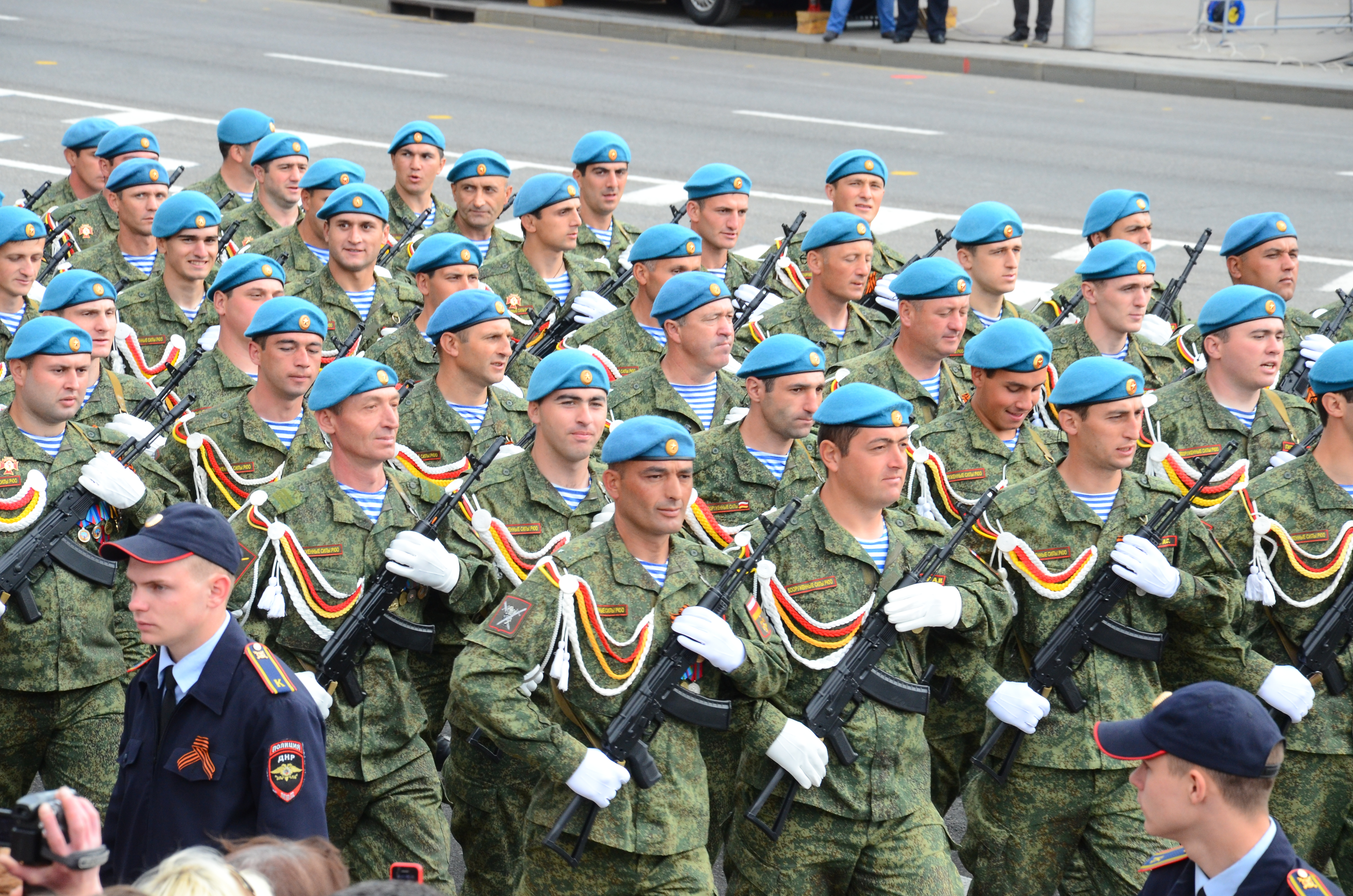
Südossetische Soldaten in Donezk im Jahr 2018. Südossetien unterhält diplomatische Beziehungen zur Volksrepublik Donezk.

Am 20. September 1990 erklärte sich Südossetien als Demokratische Sowjetrepublik unabhängig. Georgische Milizen marschierten in das Gebiet ein, während sowjetische Truppen auf Seite der Südosseten eingriffen. Im Dezember 1990 wurde der Ausnahmezustand über Südossetien verhängt. Am 1. September 1991 benannte sich das Gebiet in Republik Südossetien um. Am 6. September 1991 brach Georgien unter Präsident Swiad Gamsachurdia die offiziellen Beziehungen zur Sowjetunion ab. Am 25. November 1991 wurden ossetische Milizen gegründet, um die Hauptstadt Zchinwali zu verteidigen. Am 25. November 1991 hob der georgische Oberste Sowjet den Ausnahmezustand über Südossetien wieder auf und drei Tage später erklärte sich Südossetien erneut für unabhängig. Südossetische Milizverbände kämpften gegen georgische Truppen bis zum Einsatz einer Friedenstruppe 1992. 
Verschiedene Friedenspläne brachten keine Lösung des Konflikts. Der Kaukasuskrieg 2008 begann mit offenen Kampfhandlungen zwischen Soldaten der georgischen Armee und südossetischen Milizverbänden im Juli 2008. Er eskalierte in der Nacht zum 8. August, in der georgische Einheiten eine Offensive zur Rückgewinnung der Kontrolle über die ganze Region begannen. Daraufhin griffen aus dem Nordkaukasus russische Truppen ein, drängten die georgische Armee zurück und rückten bis ins georgische Kernland vor. Bis zum Waffenstillstand am 12. August wurden insgesamt etwa 850 Menschen getötet sowie zwischen 2500 und 3000 Menschen verwundet. In Südossetien sind bis heute russische Truppen stationiert, welche de facto das Gebiet kontrollieren.
Im Jahr 2015 beschloss das Parlament von Südossetien, die Streitkräfte in die russische Armee zu integrieren. Dies wurde von Präsident Leonid Tibilow und Verteidigungsminister Ibrahim Gassejew abgelehnt. Stattdessen wurde eine Angliederung als weiterhin separate Einheit angestrebt. 2017 vereinbarten der russische Verteidigungsminister Sergei Schoigu und Gassejew, Teile der südossetischen Streitkräfte unter Kommando der russischen Armee zu stellen.
Die Streitkräfte nehmen seit März 2022 auf russischer Seite am russischen Überfall auf die Ukraine teil. Im März kam es zu einer Massenmeuterei von 300 südossetischen Soldaten und Präsident Anatoli Bibilow wurde bei den folgenden Wahlen im Mai 2022 abgewählt, weil die Beteiligung am Krieg in der Ukraine und die Meuterei der Soldaten zum Wahlkampfthema wurden.

## Personal und Ausrüstung
Die Armee verfügt über etwa 2500 aktive Soldaten und 13.500 Reservisten. Zur Ausrüstung mit Stand vor dem Konflikt von 2008 gehören unter anderem 15 Panzer, 24 Stück Panzerartillerie, 6 Raketenwerfer, 12 Haubitzen, 30 Mörser, 10 Luftabwehrkanonen, 4 Helikopter und 52 gepanzerte Fahrzeuge.